# メッシニア県

メッシニア県
Περιφερειακή ενότητα Μεσσηνίας測地系: 北緯37度10分 東経22度0分 / 北緯37.167度 東経22.000度座標: 北緯37度10分 東経22度0分 / 北緯37.167度 東経22.000度

メッシニア県（メッシニアけん、ギリシア語: Μεσσηνία / Messinia、英語: Messenia）は、ギリシャ共和国のペロポネソス地方を構成する行政区（ペリフェリアキ・エノティタ）のひとつ。メシニアとも表記される。また、古代ギリシャ語音に従ってメッセニアとも呼ばれる。県都はカラマタ。

## 地理

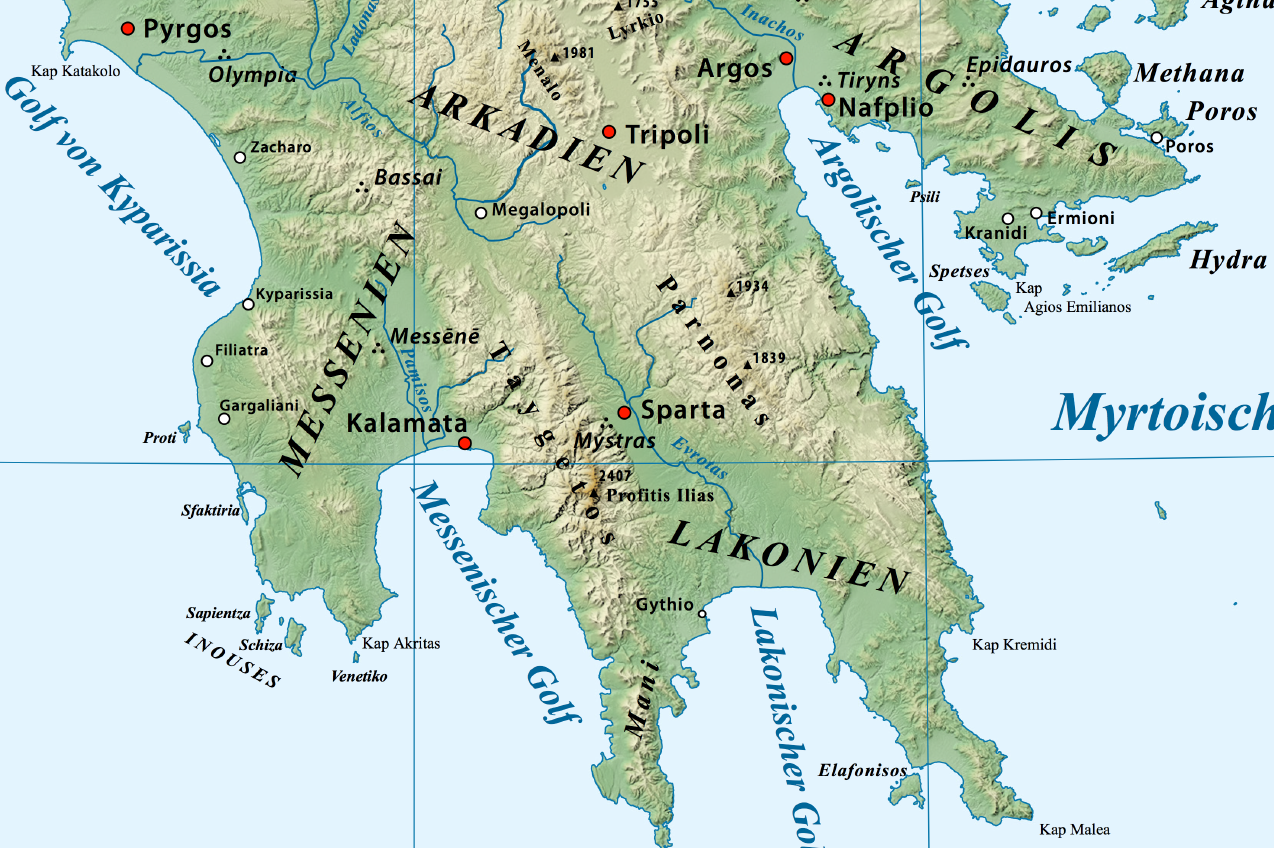
ペロポネソス半島南部（ドイツ語）

### 位置・広がり
メッシニア県はペロポネソス半島西南部に位置し、北にイリア県、北東にアルカディア県、南東にラコニア県と接し、南から西にかけて地中海（イオニア海）に面している。
イオニア海に突きだした県西南部を構成する大きな半島はメッシニア半島（Messinia Peninsula）あるいはアクリタス半島（Akritas Peninsula）の名で呼ばれており、メッシニア半島とマニ半島によってメッシニア湾が形作られている。また、キパリシア付近からピルゴス（イリア県）付近にかけて弧を描いて湾入する海はキパリシア湾と呼ばれる。

### 地勢
メッシニア県は三方を山岳に囲まれた地形となっている。東にはタイゲトス山脈、北西にはキパリシア山脈、南西の半島部にはリコディモ山脈が連なる。
主要な川には、メッシニアの中央部を流れるパミソス川と、北部を流れるネダ川がある。メッシニア半島の南にはサピエンツァ島、スヒザ島などからなるイヌセス諸島 (el:Μεσσηνιακές Οινούσσες) が浮かび、このほかにヴェネティコ島、スファギア島の島々がある。
- メッシニアの山村 Agios Sostis
- イトメ山からのメッシニア平原の眺望
- Finikoundaの町とサピエンツァ島

### 気候
メッシニア県内の気候は多様であり、低地部ではアテネよりやや気温は高い。冬にはタイゲトス山脈を中心とした山地部以外では降雪はほとんど見られない。また、内陸部では雨や曇りの天気が多く見られる。

### 主要な都市
人口3000人以上の都市には以下がある（人口はいずれも2001年国勢調査）。
- カラマタ （カラマタ市） - 49,154人
- フィリアトラ（英語版） （トリフィリア市） -  6,719人
- メシニ（英語版） （メシニ市） -  6,693人
- ガルガリャニ（英語版） （トリフィリア市） - 5,970人
- キパリシア（英語版） （トリフィリア市） - 4,894人
- ホラ（ギリシア語版） （ピロス＝ネストラス市） - 3,458人

メッシニア湾に面した県都カラマタが県最大の都市である。県人口の半分以上は、メシニなどパミソス川下流の平野部に居住しており、カラマタ＝メシニ都市圏と呼ばれる。県北西部の平野には、北からキパリシア、フィリアトラ、ガルガリャニといった町が並ぶ。メッシニア半島では内陸のホラ（ネストラス）が最も大きな町で、港町ピロス（古名: ピュロス）がこれに次ぐ。
- カラマタ
- ピロス
- キパリシア

## 歴史

### 古代

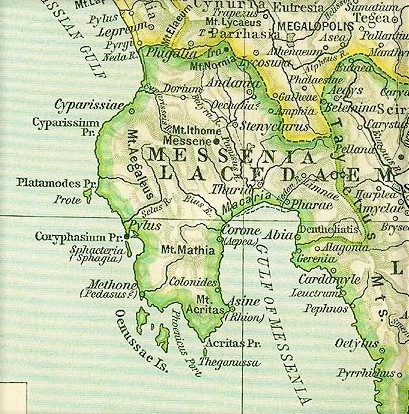
古代のメッセニアの地図

初めにメッセニア地方に居住していたのは、ペラスゴイ人とレレゲス人であり、レレゲス人は北西部アンダニアを中心に居住していた。その後アエロ＝ミニア人が到来し、メッセニアに移住した。ホメーロスの叙事詩によると、メッセニア東部は東隣のスパルタの王メネラーオスの支配下にあり、西部はメッセニア西部海岸に位置したピュロスの王ネレウスの支配下にあったが、スパルタ王メネラーオスの死後、国境が東へタイゲトス山脈まで移動されたという。
紀元前1300年代の青銅器時代後期には、官僚制で農業国であったピュロスの王がメッセニア地方を統治していた。当時はミケーネ方言が話され、ギリシアの多神教を信仰していた。クレスポンテス率いるドーリア人がアルカディア地方からメッシニア平原の北部に侵入すると、ステニクラルスを首都とした。さらにその後の支配はメッセニア地方全土に及んだ。しかしながら、アルカディア方言がミケーネ方言の直系の言語であることを考慮に入れると、先住民がドーリア人に追われて逆にアルカディア地方に逃げ込んだものと考えられる。
ドーリア人は、強い愛国心によって残った先住民を融合し、単一なメッセニア人としてまとめることに成功した。これはスパルタのドーリア人が、征服した先住民をヘイロタイやペリオイコイとしたのとは際立って異なる特徴である。しかし、メッセニア地方は肥沃な土地と良好な気候のために比較的豊かな地方であり、そのことが領土拡張主義を採る隣国のスパルタの欲望を掻き立てることとなった。
紀元前720年、スパルタ王テレクロスがメッセニア人に殺害されたことから両国間の戦争（第一次メッセニア戦争）が始まった。戦争はメッセニア王エウパエスと次王アリストデモスの活躍にもかかわらず、スパルタの勝利に終わった。紀元前648年から紀元前631年にかけて、アリストメネス指揮下でメッセニア人がスパルタに対して蜂起を起こした。（第二次メッセニア戦争）しかし、ヘイラの城塞が11年の包囲の後に陥落し、失敗に終わった。
結果として、スパルタ市民は広大な土地を得て、土地を捨てて逃げなかったメッセニア人はヘイロータイの身分に落とされた。隷属は過酷であり、自らが耕す土地の生産物の半分を、土地の所有者であるスパルタ市民に支払わねばならなかった。スパルタの詩人テュルタイオスは、スパルタ人の傲慢さに耐え忍ぶメッセニア人をこう描写している。
As asses worn by loads intolerable,　（領主が乗るロバは傲慢なので、）

So Them did stress of cruel force compel,　（残忍な軍隊は彼らに服従を強制した。）

Of all the fruits the well-tilled land affords,　（よく耕された土地が生産する果実の全てのうち、）

The moiety to bear to their proud lords.　（半分は彼らの傲慢な領主に持っていく物である。）—（英語訳）
紀元前464年にスパルタ地震が起き、多くの人命を奪ったため、それに乗じて再びメッセニア人は反乱を起こした（第三次メッセニア戦争）。反乱軍は第二次メッセニア戦争の時と同じようにイトメ山の城砦に籠城した。しかし結局城塞は落ち、メッセニア人はペロポネソス半島から追放されたが、スパルタに不満を持っていたアテナイ人によって西ロクリス地方にあるナウパクトスの町を移住先として与えられた。紀元前371年のレウクトラの戦いの後、イタリアやシチリア島や北アフリカに離散していたメッセニア人は、エパメイノンダスの支援により再びメッセニアに帰還し、スパルタから独立を回復した。メッセネ（現在のメシニ）の町は紀元前369年に建設され、以後メッセニア地方の主都として、アルカディア地方の主都メガロポリスと同じように、スパルタにとっての障害となりえた。この頃メッセニア地方の他の町も、同様に建設されたが、大部分の土地は未だ過疎地域であった。
テーバイの覇権が終わった後、メッセニアはマケドニア王ピリッポス2世と同盟を結んだが、紀元前338年のカイロネイアの戦いに参加することはなかった。その後はアカイア同盟に加入し、紀元前222年のセッラシアの戦いでは、アカイア人やアンティゴノス3世とともに戦った。マケドニア王ピリッポス5世は、メッセネの包囲にパロスのデメトリオスを派遣したが、デメトリオスは死亡し失敗に終わった。そのすぐ後にスパルタの僭主ナビスがメッセネの町を占領したが、フィロポイメン率いるメガロポリスの軍隊が到着し、町は解放された。
紀元前183年にアカイア同盟との戦いが始まると、メッセニア人はフィロポイメンを捕捉し、殺害した。しかしアカイア同盟はフィロポイメン殺害の報復としてメッセニアを攻撃したため、翌年にリュコルタスに町を占領されると、再びメッセネはアカイア同盟に加入した。この戦いの中でアビアやトゥリア、ペライといった都市がメッセネから独立したために、メッセネの力は減少した。
紀元前146年には、共和政ローマの執政官ルキウス・ムンミウスの遠征によって、他のギリシア諸邦と共にメッセネも共和政ローマの支配下に入った。その頃、タイゲトス山脈の西麓にある町アゲル・デンテリアレスの帰属をめぐって、メッセニアとスパルタの間で長い間対立が生じていたが、結局紀元後25年のティベリウス帝の時代に、メッセニアに帰属する判決が下された。（Tac.Ann.iv.43）
395年にローマ帝国が東西に分裂すると、メッセニア地方は東ローマ帝国に属することとなった。その後はスラヴ人の侵略が相次いだ。

### 中世から近世

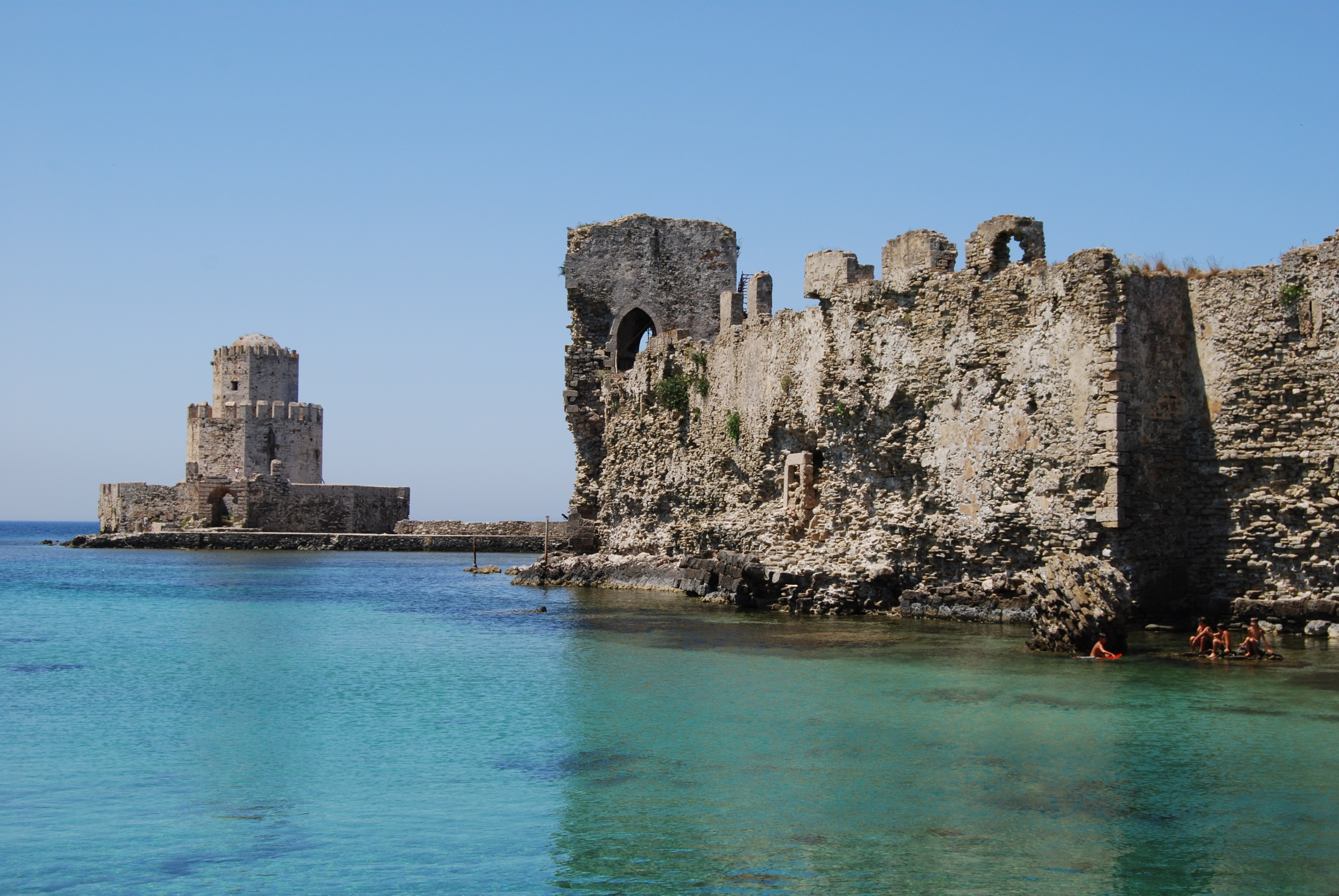
メトニ城跡

中世の時代、メッシニアは他のペロポネソス地域と同じ歴史をたどった。現存する中世の城塞としてはカラマタやコロニ、メトニなどがある。
東ローマ帝国領であったメッシニアのほとんどの地域はオスマン帝国に占領され、残りの地域はヴェネツィア共和国の支配下にはいった。15世紀の半ばから末にかけてと、1680年代から1730年代にかけては、メッシニア地方全域がヴェネツィア領だったこともあった。
1821年にはギリシャ独立戦争が起き、オスマン帝国海軍を打ち破ったことで有名であるナヴァリノの海戦が行われた。また、現在メッシニア県に所属しているマニ半島は、港湾が無いために、オスマン帝国から自治権が付与されていた。
また、1534年にはコロニに居住していたアルヴァニテス人およびギリシア人の一族が、シチリア島にある現在のピアーナ・デッリ・アルバネージに移住した。

### 近代から現代
ギリシャ王国領となったメッシニア地方は、農業生産や経済が成長した。その後ピレウス・アテネ・ペロポネソス鉄道（OSEの前身）によって鉄道が敷かれた。しかし、メッシニア地方からアメリカ合衆国や国内の大都市への移民も増え始めた。また、イオニア諸島の一部であるサピエンツァ島、スヒザ島は、この頃メッシニア県に編入された。
第二次世界大戦とギリシャ内戦が終わると、大部分の建物は修復された。戦後、北アメリカやオーストラリア、西ヨーロッパへの移民が増加したが、1980年代には終息し始めた。一方で、カラマタやメシニ（メッセネ）といった都市地域の人口は急増した。
1970年代には高速道路がメッシニア県に建設された。また、1999年には国道7号線の建設が進められ、2000年代半ばには国道9号線とのインターチェンジが増設された。
2007年7月26日から28日にかけて県中央部で発生した山火事は、森林や果樹園、農場、家などを焼き尽くし、県の経済に影響を与えた。その1か月後には県北東部でも火災が発生し、タイゲトス山脈に立地する村々を破壊した。また、2008年2月14日にはマグニチュード6.6の大規模な地震が県全体を襲った。

## 社会

### 人口推移
| 年   | 人口（人） | 増減   |
| ---- | ---------- | ------ |
| 1981 | -          | -      |
| 1991 | 167,292    | -      |
| 2001 | 172,875    | +5,583 |

### テレビ
- ノティイ・エリニキTV（南ギリシャTV）

## 行政区画

メッシニア県

### 市（ディモス）
メッシニア県は、以下の自治体（ディモス、市）から構成される。人口は2001年国勢調査時点。
|   | 自治体名           | 綴り             | 政庁所在地      | 面積 Km² | 人口   |
| - | ------------------ | ---------------- | --------------- | -------- | ------ |
| 1 | カラマタ           | Καλαμάτα         | カラマタ (el)   | 442.7    | 67,127 |
| 2 | 西マニ             | Δυτική Μάνη      | カルダミリ (el) | 406.1    | 8,647  |
| 3 | メシニ             | Μεσσήνη          | メシニ (el)     | 565.6    | 28,754 |
| 4 | イハリア           | Οιχαλία          | メリガラス (el) | 420.6    | 14,987 |
| 5 | ピロス＝ネストラス | Πύλου - Νέστορος | ピロス (el)     | 551.9    | 23,780 |
| 6 | トリフィリア       | Τριφυλία         | キパリシア (el) | 602.8    | 33,581 |

### 旧自治体（ディモティキ・エノティタ）

メッシニア県の旧自治体（1999年 - 2010年）

カリクラティス改革（2010年）以前の広域自治体（ノモス）としてのメッシニア県は、以下の31の基礎自治体（29のディモス、2つのキノティタ）から構成されていた。改革後、旧自治体は新自治体（ディモス）を構成する行政区（ディモティキ・エノティタ）となっている。
下表の番号は右図と対応している。「旧自治体」欄で※印を付したものはキノティタ、それ以外はディモス。「政庁所在地」欄で太字になっているものは、新自治体の政庁所在地となったものを示す。
|    | 旧自治体       | 綴り        | 政庁所在地        | 新自治体           |
| -- | -------------- | ----------- | ----------------- | ------------------ |
| 1  | カラマタ       | Καλαμάτα    | カラマタ          | カラマタ           |
| 2  | アヴィア       | Αβία        | カンボス (el)     | 西マニ             |
| 3  | アエトス       | Αετός       | コパナキ          | トリフィリア       |
| 4  | エピア         | Αιπεία      | ロンガ            | メシニ             |
| 5  | アンダニア     | Ανδανία     | ディアヴォリツィ  | イハリア           |
| 6  | アンドルサ     | Ανδρούσα    | アンドルサ        | メシニ             |
| 7  | アリス         | Άρις        | アリス (el)       | カラマタ           |
| 8  | アリストメニス | Αριστομένης | アリストメニス    | メシニ             |
| 9  | アルファラ     | Αρφαρά      | アルファラ        | カラマタ           |
| 10 | アヴロナ       | Αυλώνα      | シディロカストロ  | トリフィリア       |
| 11 | ヴフラデス     | Βουφράδες   | ハツィス (el)     | メシニ             |
| 12 | ガルガリャニ   | Γαργαλιάνοι | ガルガリャニ (el) | トリフィリア       |
| 13 | ドリオ         | Δώριο       | ドリオ            | イハリア           |
| 14 | イラ           | Είρα        | ネダ (el)         | イハリア           |
| 15 | トゥリア       | Θουρία      | トゥリア          | カラマタ           |
| 16 | イトミ         | Ιθώμη       | ヴァリラ (el)     | メシニ             |
| 17 | コロニ         | Κορώνη      | コロニ (el)       | ピロス＝ネストラス |
| 18 | キパリシア     | Κυπαρισσία  | キパリシア        | トリフィリア       |
| 19 | レフクトロ     | Λεύκτρο     | カルダミリ        | 西マニ             |
| 20 | メトニ         | Μεθώνη      | メトニ (el)       | ピロス＝ネストラス |
| 21 | メリガラス     | Μελιγαλάς   | メリガラス        | イハリア           |
| 22 | メシニ         | Μεσσήνη     | メシニ            | メシニ             |
| 23 | ネストラス     | Νέστορας    | ホラ (el)         | ピロス＝ネストラス |
| 24 | イハリア       | Οιχαλία     | メロピ            | イハリア           |
| 25 | パパフレサス   | Παπαφλέσσας | ヴラホプロ (el)   | ピロス＝ネストラス |
| 26 | ペタリディ     | Πεταλίδι    | ペタリディ        | メシニ             |
| 27 | ピロス         | Πύλος       | ピロス            | ピロス＝ネストラス |
| 28 | フィリアトラ   | Φιλιατρά    | フィリアトラ      | トリフィリア       |
| 29 | ヒリオホリア   | Χιλιοχώρια  | ハンドリノス      | ピロス＝ネストラス |
| 30 | トリコルフォ ※ | Τρίκορφο    | トリコルフォ (el) | メシニ             |
| 31 | トリピラ ※     | Τριπύλα     | ラプトプロ (el)   | トリフィリア       |

- Διοικητική διαίρεση νομού Μεσσηνίας - メッシニア県の自治体・集落一覧（1999年 - 2010年）

### 郡（エパルヒア）
県には以下の4つの郡（エパルヒア）があったが、2006年以降法的な位置づけは行われていない。
| 郡名              | 綴り     | 中心地     |
| ----------------- | -------- | ---------- |
| カラマタ郡 (en)   | Καλαμάτα | カラマタ   |
| メシニ郡 (en)     | Μεσσήνη  | メシニ     |
| ピリア郡 (en)     | Πυλία    | ピロス     |
| トリフィア郡 (en) | Τριφυλία | キパリシア |

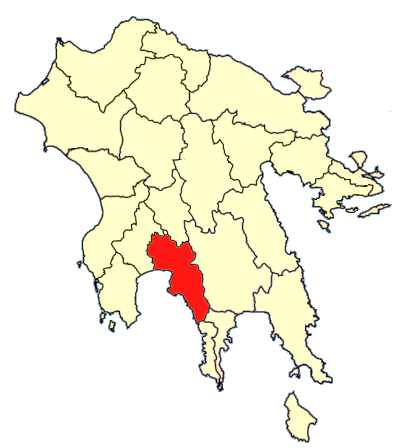
カラマタ郡
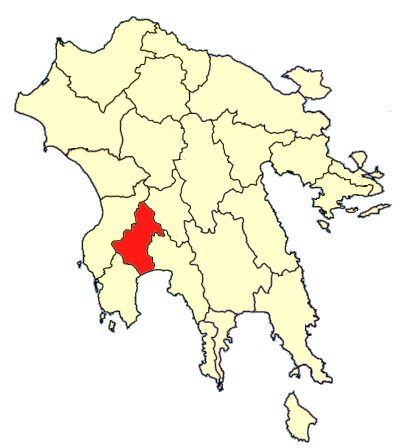
メシニ郡
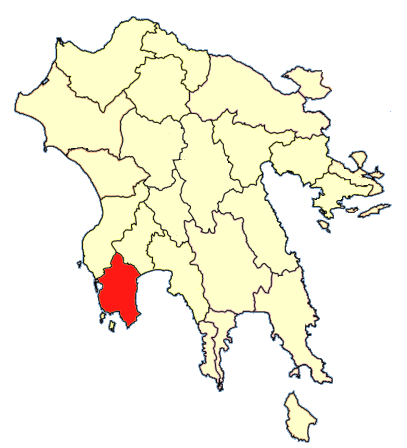
ピリア郡
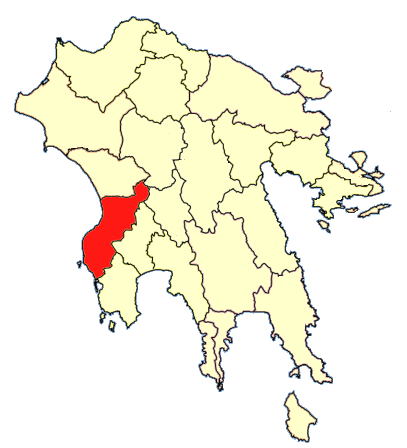
トリフィア郡

## 交通

### 道路
メッシニア県には4つの主要な国道が走っている。
欧州自動車道路
- E55号線 (European route E55)  : 〔 … - パトラ - ピルゴス〕 - カラマタ
- E65号線 (European route E65)  : 〔 … - コリントス - トリポリ〕 - カラマタ -  〔キサモス - …〕

自動車道路
- A7号線  (Moreas Motorway)  : 〔アテネ - トリポリ〕 - カラマタ
- GR-7号線  (National Road 7 (Greece))  : 〔コリントス - トリポリ〕 - カラマタ
- GR-9号線  (Greek National Road 9)  : 〔パトラ - ピルゴス〕 - カロ・ネロ - ピロス
- GR-9A号線 :
- GR-82号線  (Greek National Road 82)  :ピロス - カラマタ - 〔スパルティ〕

### 鉄道

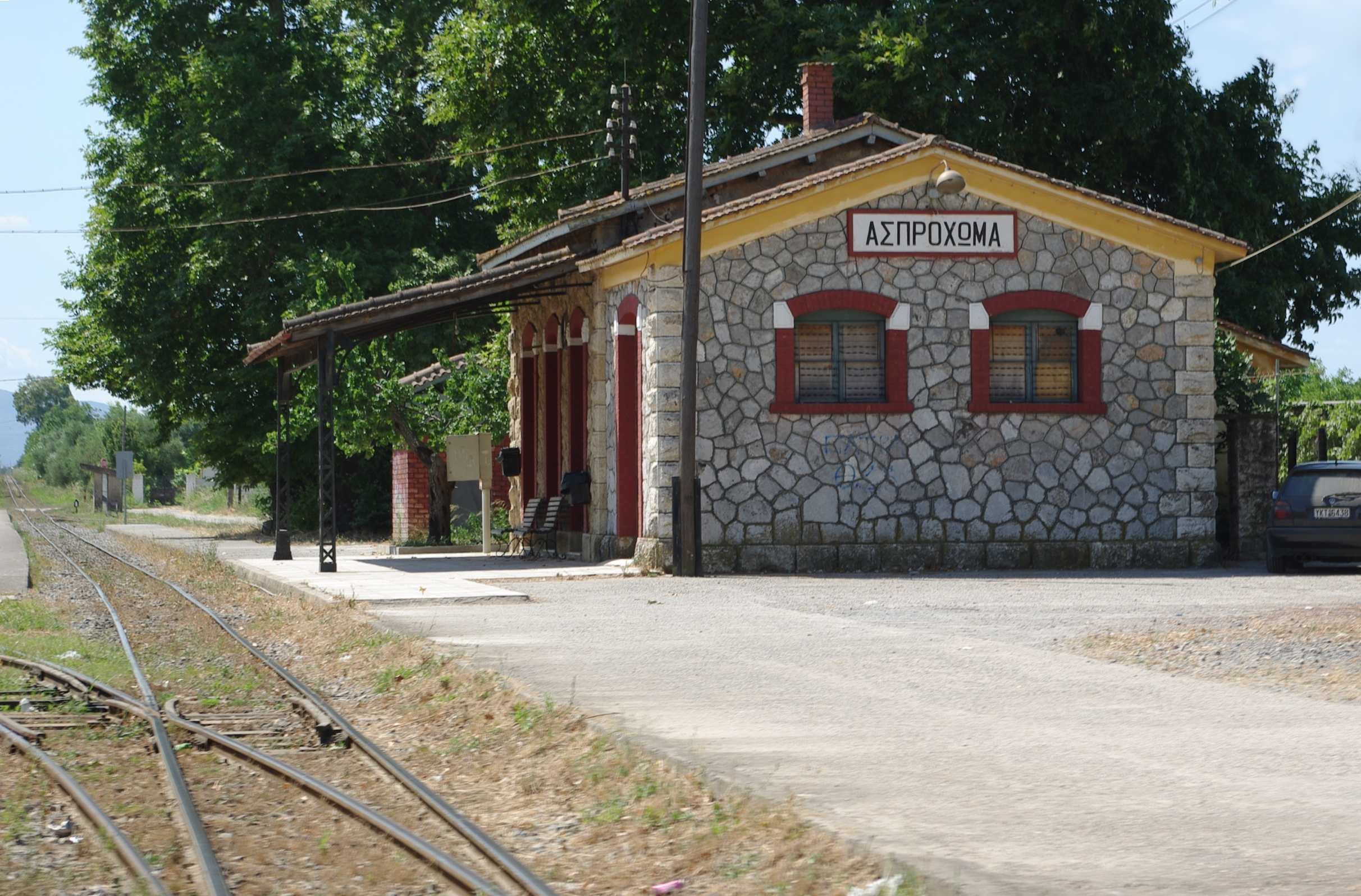
アスプロホマ駅（カラマタ市）

19世紀から20世紀にかけて、ピレウス・パトラ・ペロポネソス鉄道会社 (Piraeus, Athens and Peloponnese Railways) （のちに国有化されギリシャ国鉄の一部となる）がペロポネソス半島に狭軌（軌間1,000mmの「メーターゲージ」）の路線を敷設した。
主要な路線
- ギリシャ国鉄（OSE）
  - ペロポネソス狭軌網（Peloponnese metre gauge network） : 狭軌（軌間1,000mm）
    - 〔コリントス - トリポリ〕 - カラマタ
    - 〔ピルゴス〕 - カロ・ネロ - カラマタ
    - カロ・ネロ - キパリシア

### 空港
- カラマタ国際空港（英語版） （カラマタ市）

### 港湾
- カラマタ港 （カラマタ市）

## 文化・観光
世界遺産
- バッサイのアポロ・エピクリオス神殿 （イハリア市）

- バッサイのアポロ・エピクリオス神殿